# Враняк
Враня̀к е село в Северозападна България. То се намира в община Бяла Слатина, област Враца. Граничи с Еница.

## География
Селото се намира на около 12 km южно от Бяла Слатина. През него преминава пътят свързващ Бяла Слатина с Мездра.
Наблизо се образува река Гостиля.

## История
Днешното село е основано върху останките на тракийско антично селище, на юг от селото се издигат няколко тракийски надгробни могили. Развалини от антично и ранносредновековно селище се изравят и в местността „Малки Враняк“. На запад много добре личи Островският окоп – раннобългарско укрепително земно съоръжение, строено в края на VII век и началото на VIII век за защита на младата ни държава от аварите. Вероятно тогава е възникнало и селото като гарнизон на Островския отбранителен окоп и вал. 
Има няколко хипотези за значението на името „Враняк“. Според една от тях това е събирателно име и означава място с врани. Според друга тук са се заселили най-смелите, най-красивите воини на хан Аспарух и останали завинаги, създали семейства. Тези мъже са били снажни, стройни, с типичен древнобългарски вид. Били тъмнооки, чернокоси, тъмнолики – „врани“ мъже яхнали „врани“ коне. Известно е, че думата врани значи черни. Оттук с добавката на старинния суфикс -як става Враняк.
Селото е заварено от турските поробители с днешното си име, но до този момент няма преведени за него османски документи. 

## Население
Преброяване на населението през 2011 г.
Численост и дял на етническите групи според преброяването на населението през 2011 г.:
|                     | Численост | Дял (в %) |
| Общо                | 398       | 100.00    |
| Българи             | 257       | 64.57     |
| Турци               | 0         | 0.00      |
| Цигани              | 23        | 5.77      |
| Други               | 0         | 0.00      |
| Не се самоопределят | ш         | 0.00      |
| Неотговорили        | 118       | 29.64     |

## Религии
В 1890 година е завършена църквата „Свети Безсребреници“. Зографията в нея е дело на дебърския майстор Велко Илиев.

## Личности
Тук е роден писателят Орлин Василев.

## Други
Подобно на много села в България и Враняк не е подминат от демографската криза. Характерът на населението представлява застаряващо българско население и ромско, преселващо се тук от съседни населени места. Много от дворовете и къщите са запуснати или изоставени.

## Галерия
- Площадът пред кметството
- Църквата
- Нефункциониращото вече училище
- Обичаен пейзаж – изоставен дом